# L'esercito dei demoni
L'esercito dei demoni è il capitolo conclusivo de La genesi di Shannara di Terry Brooks, il capitolo conclusivo della saga che congiunge le vicende del Verbo e del Vuoto con le vicende di Shannara.

## Trama
La storia ricomincia con il salvataggio di Angela Perez, quasi morta dopo la battaglia contro il demone-lupo Delloreen, da parte di Kirisin e Simralin. I due giovani Elfi la portano da Larkin Quill per poter essere curata. In seguito Kirisin e Simralin si recano nella città degli Elfi per discutere con l'Alto Consiglio del ritrovamento del Loden e del suo utilizzo per salvare la razza elfica. Giunti ad Arborlon, dopo aver notato che la città era circondata da un esercito di demoni, si recano al cospetto dell'Alto Consiglio e in seguito alla scoperta che anche Tragen è un demone infiltratosi tra le schiere degli Elfi, il re si convince che porre gli Elfi all'interno del Loden è la giusta via da seguire.
Nel frattempo gli Spettri si ricongiungono con Falco, Tessa e Cheney. Logan Tom viene guarito magicamente da Falco grazie ai suoi poteri di Variante e viene incaricato dalla Signora, la quale gli appare in sogno, di raggiungere Kirisin per prendere il posto di Angela come suo protettore. Così, aiutato da Trim, un gufo inviatogli dalla Signora, Logan raggiunge la città degli Elfi e incontra Kirisin e Simralin, di cui si innamora. A questo punto Kirisin usa il Loden per porre al sicuro gli Elfi e la loro città e, subito dopo aver fatto ciò, gli Elfi rimasti fuori dal Loden, Simralin, il re, Logan e Kirisin vengono attaccati dall'esercito dei demoni. Logan e Kirisin fuggono a bordo del Ventra 5000, un mezzo blindato simile al Lightning, mentre Simralin rimane a rallentare l'esercito dei demoni insieme agli altri Elfi. Più tardi, in seguito ad un guasto al Ventra 5000, Kirisin e Logan vengono attaccati da alcuni skrail e Kirisin viene catturato e sarà poi interrogato da Findo Gask, ma prima che egli possa raggiungerlo, Kirisin viene salvato da Logan e insieme proseguono verso il campo dei rifugiati.
Gli Spettri intanto vengono attaccati dal Klee mentre viaggiano verso Est per raggiungere il campo, ma riescono a raggiungerlo incolumi, anche se saranno inseguiti a loro insaputa dal Klee.
Qui Logan, gli Spettri e Angela, che è scampata ad un attacco del Klee in cui Larkin Quill ha perso la vita, si ritrovano e organizzeranno insieme ai rifugiati del campo la difesa del ponte in modo da poter rallentare l'avanzata dell'esercito dei demoni. La trappola però fallisce in quanto il meccanismo di esplosione si inceppa e Aggiusta perderà la vita per riparare il guasto e far esplodere il ponte. In seguito Logan si mette alla ricerca del Klee e durante questa ricerca trova Simralin. Intanto il Klee approfitta di una tempesta di sabbia per far uscire Falco allo scoperto e riesce quasi ad ucciderlo se non fosse per l'intervento di Angela che aiutata dagli Spettri riesce ad uccidere il Klee.
L'esercito dei demoni però avanza ed è ad un passo dal raggiungere i rifugiati in fuga, ma quando tutto sembra ormai perduto Falco usa la sua magia per creare un terremoto dentro al quale viene travolto l'esercito; in seguito alla magia però Falco è esausto e Findo Gask tenta di ucciderlo, ma Angela interviene frapponendosi fra lui e il Demone e ingaggiando un breve scontro nel quale però è destinata a soccombere. Viene salvata solo dall'intervento di Logan che finalmente può confrontarsi con il nemico di una vita. Il Cavaliere del Verbo, anche con l'aiuto di Simralin, riesce ad uccidere Findo Gask con il Fuoco del Verbo.
I rifugiati infine giungono in una valle in cui potranno essere al sicuro grazie alla magia del Variante, ovvero Falco, che si trasforma in una nebbia protettiva che sarà in grado di proteggere tutti gli abitanti della valle dalla catastrofe nucleare provocata dal lancio dei missili atomici ancora esistenti da parte di un ex soldato addetto alle armi nucleari.
La vicenda si conclude con il ritorno di Falco alla sua vecchia vita dopo aver compiuto il suo destino di salvatore degli Elfi e degli Umani.